# Distrito de Kabirdham
Kabirdham (en Hindi: कबीरधाम जिला), antes conocido como Kawardha, es un distrito de la India en el estado de Chhattisgarh. Código ISO: IN.CT.KW.
Comprende una superficie de 4237 km².
El centro administrativo es la ciudad de Kawardha.

## Demografía
Según censo 2011 contaba con una población total de 822239 habitantes, de los cuales 410 602 eran mujeres y 411 637 varones.